# 奥ノ芝古墳群
奥ノ芝古墳群（おくのしばこふんぐん）は、奈良県宇陀市榛原ひのき坂にある古墳群。2基が奈良県指定史跡に指定されている（ただし1基は指定後に破壊）。

## 概要
奈良県東部、宇陀川北方の福地丘陵上に営造された古墳群である。4基の古墳が確認されており、そのうち2基（1・2号墳）は1971年（昭和46年）に発掘調査が実施されている。
発掘調査が実施された1号墳・2号墳は、いずれも埋葬施設を磚槨式の横穴式石室とする。2号墳は古墳時代終末期の7世紀前半、1号墳は7世紀中葉頃の築造と推定される。磚槨式石室は、榛原地域で産出する石英粗面岩（通称「榛原石」）を板状に割りレンガ状に加工して積み上げた石室であり、桜井市から宇陀市榛原を中心とした地域に分布する数少ない例になる。朝鮮半島の百済・高句麗の墓制（磚槨墳）と類似するため、飛鳥時代の渡来系官人層の墳墓とする説が挙げられている。
1号墳・2号墳の古墳域は1973年（昭和48年）に奈良県指定史跡に指定されたが、1号墳は1985年（昭和60年）に破壊されている。

## 遺跡歴
- 1971年（昭和46年）、発掘調査（橿原考古学研究所、1972年に報告書刊行）[4]。
- 1973年（昭和48年）3月15日、1・2号墳が奈良県指定史跡に指定[3]。
- 1985年（昭和60年）、宅地造成の際に1号墳の破壊[2]。

## 一覧

### 1号墳
1号墳は、丘陵の中央部北寄りの尾根南腹部に位置した古墳。形状は円墳。1985年（昭和60年）の宅地造成の際に破壊されている。
墳形は円形で、直径約10メートルを測った。埋葬施設は両袖式の磚槨式横穴式石室で、南方向に開口した。石室の規模は次の通り。
- 石室全長：6.3メートル
- 玄室：長さ2.56メートル、幅1.2メートル、高さ1.45メートル
- 羨道：長さ3.75メートル、幅1.05メートル

羨道の天井石は欠失しているため、羨道の高さは明らかでない。玄室は直線的に積み上げられる。石室内は盗掘に遭っているが、調査では須恵器・土師器が検出されている。
築造時期は古墳時代終末期の7世紀中葉頃と推定される。現在では石室はひのき坂古墳公園に移築復原されている。

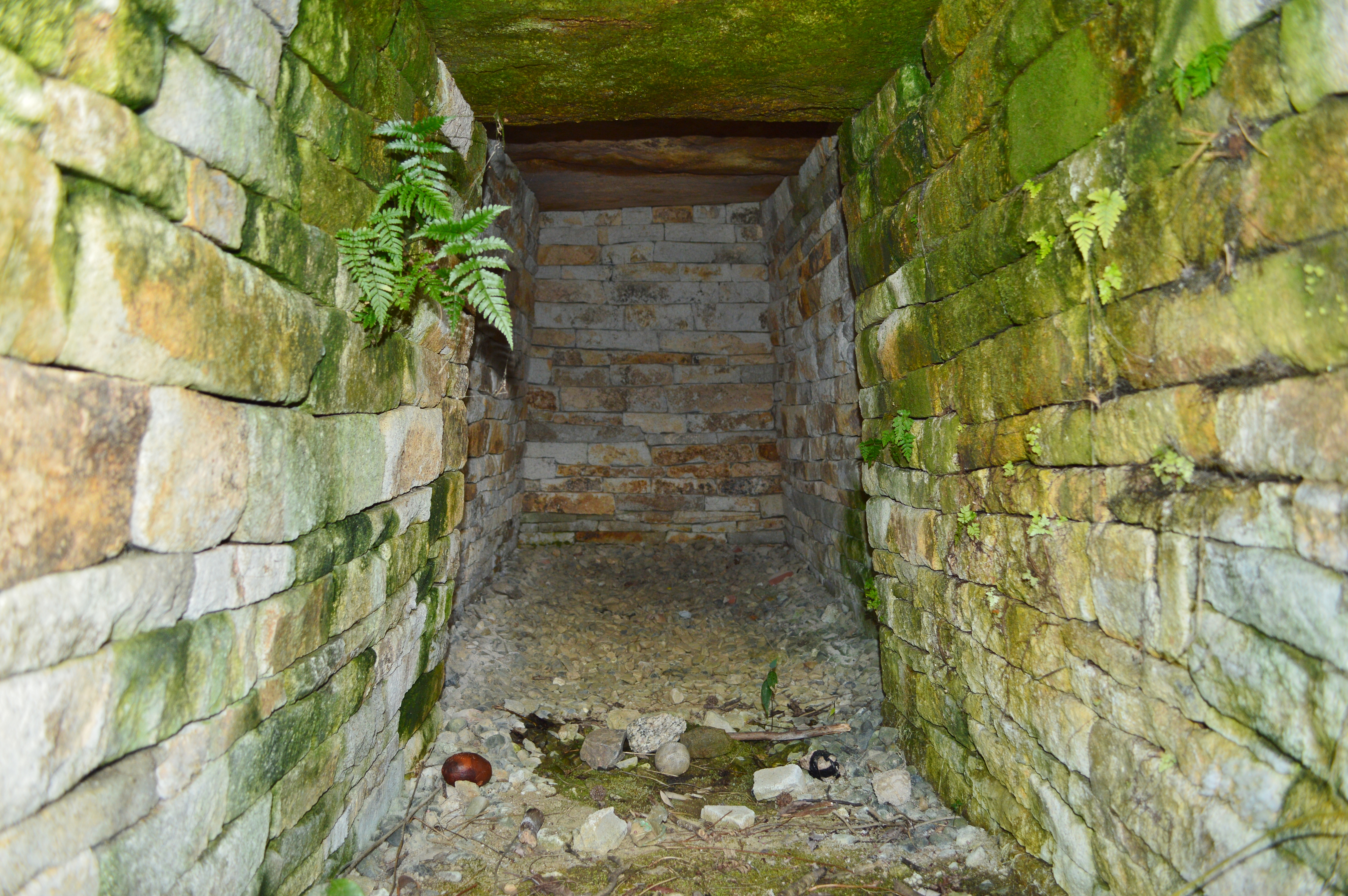
移築石室内部

### 2号墳
2号墳は、丘陵中央部から南寄りの尾根西斜面に位置する古墳。
墳形は円形で、直径約10メートルを測る。埋葬施設は両袖式の磚槨式横穴式石室で、南方向に開口する。石室の規模は次の通り。
- 石室全長：7メートル
- 玄室：長さ3メートル、幅1.9メートル、高さ1.9メートル
- 羨道：長さ4メートル、幅1.37メートル、高さ1.55メートル

1号墳と異なり、玄室は急に持ち送り積み上げられる。石室の玄室内には組合式石棺・木棺が据えられる。石棺は鎌倉時代に敷石として二次利用されている。石室内からは金環・鉄鏃・鉄釘・須恵器・土師器が検出されている。
築造時期は1号墳に先行する古墳時代終末期の7世紀前半頃と推定される。

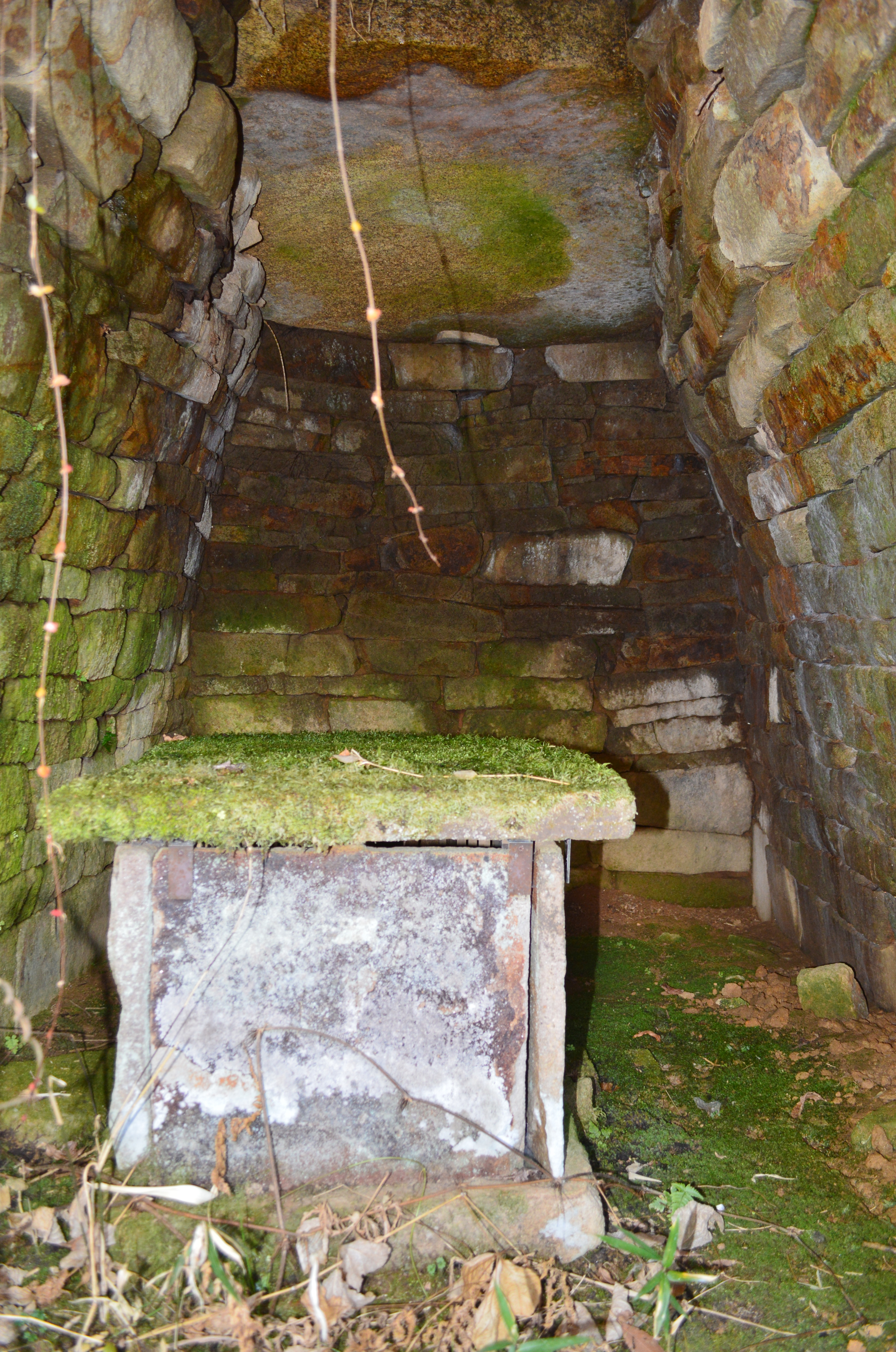
玄室
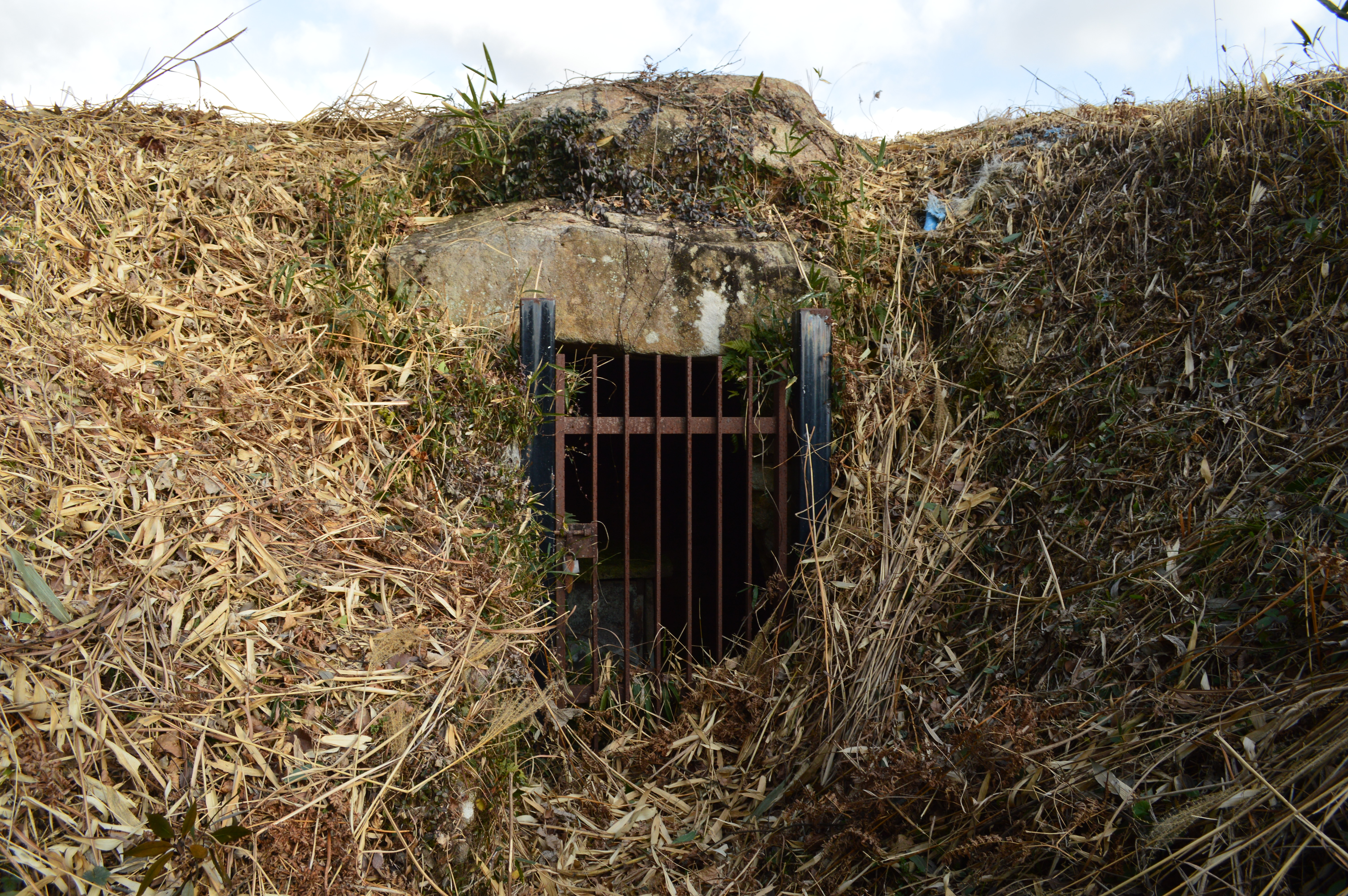
開口部

## 文化財

### 奈良県指定文化財
- 史跡
  - 奥ノ芝一号墳 奥ノ芝二号墳 - 1973年（昭和48年）3月15日指定[3]。

## 関連文献
（記事執筆に使用していない関連文献）
- 橿原考古学研究所編 編『宇陀福地の古墳 -榛原町福地奥ノ芝古墳群発掘調査報告-（奈良県文化財調査報告書 第17集）』奈良県教育委員会、1972年。